# 二・八
二・八（にっぱち）とは、日本の点数制のトランプゲーム。
起源は不明だが、その名の通り、数字の2と8が関わってくる。一部に麻雀の用語を使用しているが、ゲームの性格は麻雀とは異なり、ウノやドボンに近い。

## ルール
3、4人を目安に一人4枚のカードを人数分配り、山札のうち1枚を表にして山札の横に置く。ゲームの初めはジャンケン、次からは前の勝者から始める。反時計回りに順番が回り、自分の番が回ってきたら出ているカードと同じ数字か同じマークのカードを1枚出すことができる。もし、出せるカードが無い場合、山札からカードを1枚引く。ただし、引いたカードをそのまま出すことはできないので、次の人に順番が回る。これを繰り返して、自分の手札を無くした人の勝ちになる（こうしてあがることを「ツモ」と言う）。

### ポン・カン
「ポン」は自分以外の人が出したカードにのみ有効で、順番に関係なくできる。出たカードと同じ数字を2枚持っていたら「ポン」と言い、その2枚を出すことができる。ポンをしたら、その次の人に順番が回る。（「カン」は、出たカードと同じ数字を3枚持っていたら成立する）。

### ドン(ロン）
「ドン」（ロン）も自分以外の人が出したカードにのみ有効で、順番に関係なくできる。出たカードの数（1 - 13）と、自分の手札のカードの数字の合計が一致した時、「ドン」と言い自分のカードをすべてを無くすことができる（勝ち）。
2人以上が同時にドン（ロン）と言うこともあり、それを「ダブルドン」（ダブロン）と言う。
（例） 相手が11を出す→その時の自分の手札が「1・4・6」だった→ドン（ロン）
足し算のミスや見逃してしまったドン（ロン）は無効、もしくは誤ドンとする。

### ツモ返し（逆ロン）
ツモ返しはドンに似ているが、相手がツモをしたとき、自分のカードの数字の合計が一致していれば「ツモ返し」と言って自分のカードすべてを無くすことができる（勝ち）。
これもまた、2人以上が同時にツモ返しをすることがある。
（例） 相手が11でツモをする→その時の自分の手札が「1・4・6」だった→ツモ返し

### ドン返し
また、相手からドンされたときの自分の手札がその数字なら、「ドン返し」と言って自分のカードすべてを無くすことができる（勝ち）。ダブルドンされたときのドン返しは、ドン返しした人の1人勝ちとなる。
（例） 自分が11を出す→相手がドンをする→そのときの自分の手札が「1・4・6」だった→ドン返し

### ドン範囲の拡張
上記で説明した「ポン」は、その数字の1 - 3倍（カンは4倍）まで範囲が広がり、ポンまたはカンした以外の人はその範囲でドンができる。これも2人以上が同時にドンをすることがある（ダブルドン）。
（例） 自分が11を出す→相手がポンをする→そのときの自分の手札が「8・5・4・3・2」だった→22でドン
また、ダブルドンの数字が異なる時もある。その際のドン返しは、どちらか1つにしかできない。
（例） 11と22でドンされる→そのときの自分の手札が「8・5・4・3・2」だった→22でドン返しと11でドンされる。

### 2・8
数字の2が出たら、「ポン」、「カン」や「ドン」が無い限り、出した以外の人は山札のカードを2枚ずつ順番に引く。そして、また出した人の順番が回ってくる（同じように、数字の8が出たら1枚ずつ引く）。

### 特殊なドン
1. ポンまたはカンで手札が無くなったときのドン返しは、上記の通り倍数でもできる。
2. カードを配った後、最初に出たカードにドンしたときを「配牌ドン」（はいぱいどん）と言う。

### 点数
二・八のカードにはそれぞれ点数がついており、それぞれ10以上が1点、8が2点、2が3点になる。
ツモの場合、ツモをした以外の人はそれぞれ持っている点数カード分を支払う。ツモ返しはドンと似ているので、その数字分された人は支払う。また、直前のマークチェンジによりツモとなってしまったときは、マークチェンジをした人が全点数を支払う（責任払い）。
ドンの場合、以下の2種類の方法があり、このどちらかを使用する（ダブルドンも同様）。
1. ドンした以外の人のカードの点数すべてをドンした数に足し、された人はそれを支払う。ドン返しも同様に、ドン返しした以外の人のカードの点数すべてをドン返しした数に足し、された人はそれを支払う。
2. ドンされた人のカードの点数をドンした数に足し、された人はそれを支払う。ドン返しも同様に、ドン返しされた人のカードの点数をドン返しした数に足し、された人はそれを支払う。

また、ポン・カンによるダブルドンは上記のドン範囲の拡張より、点数計算を個別に行う（ドン返しも同様）。数字が異なるときのドン返しは片方では払い、もう一方ではもらうということになる。
配牌ドンはその数字にそれぞれが手札の点数カードを足し、その2倍の点数をした人に支払う。2人以上のときは、他が2人以上に支払う。
誤ドンした人はその数字分をされた人に支払う。

### 地方ルール
1. 最初のカードが1だったゲームは、点数を2倍で計算する（倍場）。
2. 配牌ドンの2倍を4倍で計算する。